# Långarydssläkten

Långarydssläktens heraldiska vapen.

Långarydssläkten är en svensk släkt som har världens största dokumenterade släktträd. Släkten har innehaft två världsrekord i Guinness Rekordbok: antal kända släktingar (noterad 1988) och världens största släktträff (2 500 personer 1991; rekordet innehas idag av andra). Författare till släktböckerna är Per Andersson och Johan Lindhardt.
Släkten härstammar från kyrkvärden och sexmannen Nils Andersson (1620–1717) och hans hustru Börta (cirka 1631–1705) från Våthult i nuvarande Gislaveds kommun. Släkten omfattar samtliga ättlingar till honom i såväl manligt som kvinnligt led, inbegripande även adopterade och vissa fosterbarn, totalt 254 000 personer (2022)

## Kända personer
Nedan listas ett urval av representanter för släkten, samt deras (tidigare) yrken eller värv.

### Monarki
- Prins Hanno von und zu Liechtenstein
- Prins Andreas von und zu Liechtenstein
- Prins Max von und zu Liechtenstein

### Politik
- Mikael Odenberg - försvarsminister i Regeringen Reinfeldt (M)
- Jan Nygren - samordningsminister (S)
- Jörgen Andersson - bostads- och inrikesminister (S)
- Carl B Hamilton - ekonomiprofessor och riksdagsman (FP)
- Oskar Öholm - riksdagsman (M)
- Carl Jehander (1833–1911) - riksdagsman och järnvägskung
- Anders Olsson (1849–1928) - riksdagsman och hemmansägare
- Peter Magnus Olsson (1857–1949) - riksdagsman (Högerpartiet), kommunordförande och hemmansägare
- Gösta Jacobsson (1895–1969) - riksdagsman (Lantmanna- och borgarpartiet) och överinspektör
- Ebon Andersson (1896–1969) - riksdagsman (Högerpartiet) och bibliotekarie
- Ebbe Ohlsson (1903–1995) - riksdagsman (Högerpartiet), kommunordförande och hemmansägare
- Hans Hagnell (1919–2006) - riksdagsman (S) och landshövding
- Katarina Erlingson - regionråd (C)

### Statsförvaltning
- Sven-Olof Petersson - Sveriges EU-ambassadör
- Louise Sylwander (född Nordenskiöld) - generaldirektör och Sveriges första barnombudsman

### Religion
- Carl Block - biskop i Göteborg
- John Cullberg - biskop i Västerås
- Lars Johan Nyblom - psalmförfattare
- Christina Odenberg - biskop i Lund

### Vetenskap
- Peter Stenvinkel - nefrolog vid karolinska institutet
- Åsa Arnell - nationalekonom
- Hans-Uno Bengtsson - fysiker vid Lunds universitet
- Johan Cullberg - psykiater, författare
- Bodil Jönsson - fysiker och författare, samt professor i rehabiliteringsteknik vid Lunds universitet
- Vivi Laurent-Täckholm - botaniker, författare

### Musik
- Joakim Thåström - från bland annat Ebba Grön och Imperiet
- Titiyo Jah - sångerska
- Magnus Carlsson - sångare i Barbados och Alcazar
- Daniel Bellqvist - sångare i Eskobar
- William Lind - kapellmästare
- Amanda Jenssen - sångare

### Teater och film
- Inga Landgré - skådespelare
- Andreas Wilson - skådespelare
- Ronny Danielsson - regissör
- Krister Claesson - komisk skådespelare, regissör och manusförfattare
- Annika Andersson - komisk skådespelerska
- Zandra Andersson - skådespelare
- Åke Ohberg - skådespelare och regissör
- Ulf Fembro - regissör, dramatiker

### Konst och design
- Erland Cullberg – konstnär
- Hardy Strid – konstnär
- Jan Stenvinkel – konstnär
- Gunilla Sjögren – konstnär
- Claes Bondelid — Designer

### Massmedia
- Sigurd Glans - redaktionschef på Aftonbladet
- Nina Glans - journalist på Sveriges Radio
- Maria Schottenius - kulturchef på Dagens Nyheter
- Björn Andersson - stillbilds- och videofotograf
- Josefin Johansson - programledare, skådespelare och komiker
- Anders Kraft, journalist på TV4

### Näringsliv
- Carl Jehander - järnvägskung (byggde 200 mil järnväg), ingenjör, storbyggmästare, bruksägare, industriman och riksdagsman
- Vincent Bendix - från Chicago, uppfinnare av självstarten till bilar (bendixkopplingen), grundade ett industriimperium med 60 000 anställda och bidrog bland annat till Sven Hedins forskningsresor
- Johan Staël von Holstein - IT-entreprenör

### Idrott
- Mats Jingblad - fotbollstränare
- Tobias Hysén - professionell fotbollsspelare
- Michael Svensson - professionell fotbollsspelare
- Christian "Chippen" Wilhelmsson - professionell fotbollsspelare
- Ulf "Tickan" Carlsson - bordtennisspelare
- Pär Zetterberg - professionell fotbollsspelare

## Böcker
| År        | Författare                        | Namn | ISBN                                                 | Sidor | Övrigt                                                         |
| --------- | --------------------------------- | --- | ---------------------------------------------------- | ----- | -------------------------------------------------------------- |
| 2006 2010 | Per Andersson och Johan Lindhardt | Långarydssläkten: länsman Anders Jönssons i Långaryd ättlingar under tre sekel                                                                 | ISBN 91-87784-17-3                                   | 2256  | Uppdelat i fem band (4 band 2006 och ett 2010)                 |
| 2002      | Per Andersson och Johan Lindhardt | Långarydssläkten: länsman Anders Jönssons i Långaryd ättlingar under tre sekel. Sju nyutforskade grenar                                        | ISBN 91-87784-13-0                                   | 187   | Del av ISBN 91-87784-01-7                                      |
| 1998      | Per Andersson och Johan Lindhardt | Långarydssläkten: länsman Anders Jönssons i Långaryd ättlingar under tre sekel                                                                 | ISBN 91-87784-11-4                                   | 1064  |                                                                |
| 1991      | Johan Lindhardt                   | Långarydssläkten: länsman Anders Jönssons i Långaryd ättlingar under tre sekel. Register                                                       | ISBN 91-87784-01-7 (hela verket)                     | 24    |                                                                |
| 1990      | Per Andersson                     | Långarydssläkten: länsman Anders Jönssons i Långaryd ättlingar under tre sekel                                                                 | ISBN 91-87784-01-7                                   | 456   |                                                                |
| 1988      | Per Andersson                     | Långarydsättlingar: stamtavla över länsman Anders Jönssons i Långaryd descendenter. Nya Långarydsättlingar : supplement med släktnamnsregister | ISBN 91-86128-14-0, ISBN 91-86128-13-2 (hela verket) | 68    | annan titel: Nya Långarydsättlingar. Del av ISBN 91-86128-13-2 |
| 1988      | Per Andersson                     | Långarydsättlingar: stamtavla över länsman Anders Jönssons i Långaryd descendenter                                                             | ISBN 91-86128-13-2                                   | 223   |                                                                |
| 1988      | Per Andersson                     | Långarydsättlingar: stamtavla över länsman Anders Jönssons i Långaryd descendenter                                                             | ISBN 91-86128-11-6                                   | 100   |                                                                |